# Гринвилл Суомп Рэббитс
«Гринвилл Суомп Рэббитс» (англ. Greenville Swamp Rabbits) — профессиональная хоккейная команда, играющая в Южном дивизионе Восточной конференции ECHL. Базируется в городе Гринвилл, штат Южная Каролина, США. Команда аффилирована с «Лос-Анджелес Кингз» из НХЛ и «Онтарио Рейн» из АХЛ. Ранее франшиза была известна как «Джонстаун Чифс» с момента создания ECHL в 1988 году. В 2010 году команда переехала в Гринвилл и называлась «Гринвилл Роуд Уорриорз». В 2015 году команда была переименована в «Суомп Рэббитс». «Суомп Рэббитс» вторая команда из города Гринвилл, выступающая в ECHL. Ранее существовала команда «Гринвилл Гррроул», с 1998 по 2006 год.

## Достижения
- Победители дивизиона (2): 2010–11, 2023–24;